# Clupisoma naziri
Clupisoma naziri és una espècie de peix de la família dels esquilbèids i de l'ordre dels siluriformes.

## Morfologia
- Els mascles poden assolir 23,5 cm de longitud total.[3][4]

## Reproducció
És ovípar i els ous no són protegits.

## Hàbitat
És un peix d'aigua dolça i de clima subtropical.

## Distribució geogràfica
Es troba a Àsia: el Pakistan.